# Ákos (keresztnév)
Az Ákos régi magyar férfinév, eredeti ótörök formájában ak kuş, a görög Achatius egyenértékűje (ógörög: Ὰκάκιος jelentése: ártatlan, nem gonosz; ahol görög eredete: Ὰ [nem] + kakḗ (κακή) vagy kakós (κᾰκός) [rossz, értéktelen, haszontalan, csúnya, rémes]). Maga ak kuş ótörökül „fehér madár" (ahol törökül (kuş): madár; perzsa (quš): sólyom). A baskír nyelvben az аҡ ("ak":fehér) + ҡош ("kos":madár) összetételben аҡҡош jelentése: hattyú. 
Másik lehetőség a prototörök *akɨš (kincs).[forrás?]

## Elterjedése és gyakorisága
A név első ismert előfordulása Szent Ákos (Acacius, Agathius, Achatius) kappadókiai származású római százados történetével jelenik meg, aki a történelemírás szerint kereszténnyé lett, majd 311-ben, Maximianus alatt, vértanúhalált szenvedett. A magyar latin nyelvű anyakönyvekben és más összeírásokban "Achatius"-ként szerepelt a név; néhány reformkori magyar nyelvű szövegben viszont "Akats"-ként is fordult elő.
Magyarországon az Ákos név legrégibb nyoma 1136-ból való a Thuróczi-krónika szerint, mégpedig az Ákos nemzetség által, melynek monostora és négytornyú román bazilikája a Szilágy megyei Ákoson állott. A község neve Ákosmonostorából (Akusmonustora) változott meg, annak rövidítésével.
Ákos kun vezér nevét a 14. század végéig sokan viselték, de a keresztény nevek elterjedésével ez az ősi név egy időre teljesen feledésbe merült. A 17. századtól ismét felbukkant, Ákos erdélyi fejedelem neveként, de a Barcsay-családban is ketten viselték a nevet. Bod Péter, egy 18. századi prédikátor hívta fel a figyelmet a névre (több másikkal együtt), napjainkra így kerülhetett be a divatos magyar keresztnevek sorába. Hosszú szünet után az "Ákos" keresztnév ismét kezdett használatba kerülni az 1810-es években, majd gyakrabban előfordult az 1830-as évek végén. A legelső főnemes aki egyik gyermekét Ákosnak kereszteltette az maga gróf Batthyány Lajos; Pesten, 1845. október 20.-án született "Ákos Boldizsár Károly Örs" nevű fia. A név azonban továbbra is rendkívüli ritka: 1838 és 1850 között országszerte az összes római katolikus anyakönyben alig 48 Ákos keresztnevű gyerek szerepel.
1967-ben még csak 201-en kapták ezt a nevet, de a 80-as években már több mint kétezren, és így a 34. legnépszerűbb név volt. 
Az 1990-es években igen gyakori név. A 2000-es években a 20–30. leggyakrabban adott férfinév, a 2010-es évek elején a 23. legnépszerűbb.
A teljes népességre vonatkozóan a 2000-es években a 45. helyen, a 2010-es évek elején a 42-43. helyen állt. A név népszerűsége nő.

## Névnapok
- január 2.[8]
- február 27.[8] (Szökőévben: február 28.)
- március 31.[8]
- június 22.[8]

### Történelem
- Ákos nemzetség

## Híres Ákosok
„Ákos” utónevű személyek szócikkeinek listája a Wikidata alapján